# Luise Fleck (Hockeyspielerin)
Luise Fleck, geboren im 20. Jahrhundert, ist eine ehemalige deutsche Hockeysportlerin.

## Werdegang
Luise Fleck, geborene Blum, stammt aus Franken. Da sie sich von Jugend an für den Hockeysport interessierte, wurde sie Mitglied des FC Kickers Würzburg, der über eine eigene Hockey-Abteilung verfügte und der später, in den 1950er-Jahren, einer der im Hockeysport führenden deutschen Vereine war.
Ihre Leistungen waren bald so gut, dass sie in der ersten Damenmannschaft über mehr als 15 Jahre spielen konnte. In dieser Zeit wurde sie insgesamt fünf Mal mit den Würzburger Kickers Deutscher Meister im Damenhockey. Das erste Mal geschah dies, noch unter ihrem Mädchennamen Luise Blum, bereits im Jahre 1941. Es folgten dann weitere deutsche Meisterschaften, ebenfalls unter ihrem Mädchennamen, in den Jahren 1952 und 1953. Weitere deutsche Meisterschaften erkämpfte sie sich mit der Würzburger Damenmannschaft, nun unter ihrem Ehenamen Luise Fleck, in den Jahren 1955 und 1956.
Luise Fleck wurde 1953 in die deutsche Damenhockeynationalmannschaft berufen, in der sie sechs Mal für Deutschland spielte.